# Релігійний культ
Релігі́йний культ (лат. cultus — поклоніння, шанування) — система релігійних дій, предметів і символів, випробуваних у релігійній практиці впродовж певного часу та змінюваних за потребою. Пов'язаний з релігійними уявленнями вірян і спрямований на задоволення їхніх релігійних потреб.

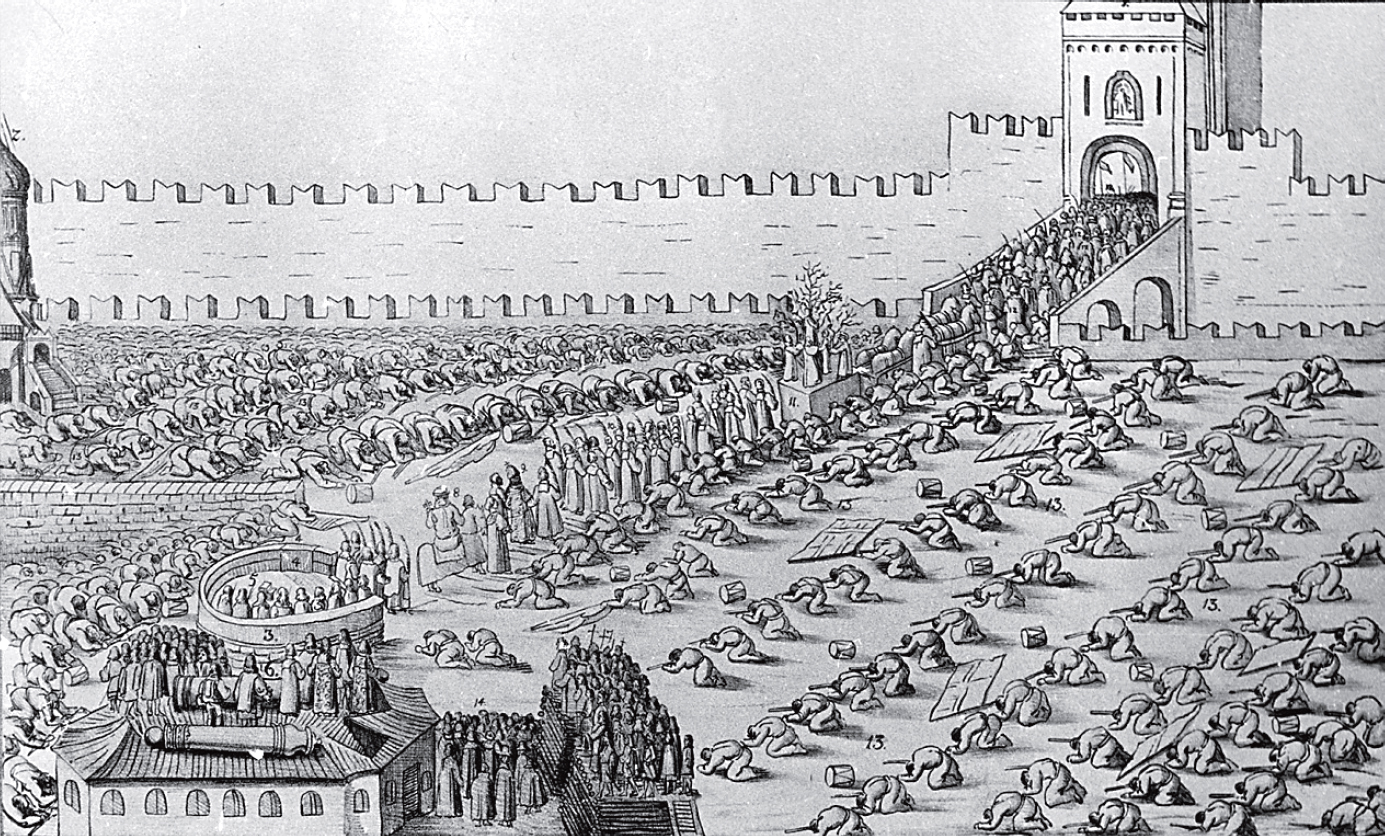
Малюнок з альбому Маєрберга — австрійського посла в Московській державі, «Святкування Вербної неділі, в Московії, що відбулось 1654 року». Зображений Кремль, цар веде коня, на якому сидить патріарх православної церкви, по обидва боки ходи лежать ниць московські стрільці.

Релігійний культ — явище конфесійно зорієнтоване. Воно передбачає певний набір культових заходів. Найбільш вони розвинені в язичництві, яке фактично складається з різноманітних культів: тотемічний культ, похоронний культ, промисловий культ, родові й сімейні культи, шаманський культ, культ племінного бога та інше. Можна також виділяти види культів за об'єктами: культ сонця, культ неба, культ води, культи тварин, культи рослин, культ вогню, культ предків, культ царя тощо.
Для кожного язичницького божества існував свій культ, наприклад, культ Ваала, культ Астарта та інші.
У православ'ї та католицизмі, велике значення надається семи таїнствам: хрещенню, причащанню, освяченню, покаянню (сповіді), миропомазанню, церковного шлюбу та маслосвяттю (соборуванню). Кожне з них має свій догмат, зміст і символічне значення (хрещення символізує залучення до християнської релігії, причащання — акт  перетворення хліба й вина на тіло і кров Господа, через які вірянин долучається до єства Божого тощо.
В англіканській церкві визнаються лише три таїнства — хрещення, причащання і шлюб, а у баптизмі та лютеранстві два — хрещення і причащання. Особливе місце в релігійному культі належить молитві, яка є найважливішим засобом спілкування вірян з Богом.

## Законодавче регламентування
Культова діяльність визначається і регулюється певною системою норм і правил. У духовній сфері культову діяльність регламентують церковні канони, тому вона має канонічний характер. Безпосередню культову діяльність, крім церковних канонів і статутів, регламентують ще й відповідні нормативно-правові акти. Законом України «Про свободу совісті та релігійні організації» (1991 р.) встановлено, що богослужіння, релігійні обряди, церемонії та процесії, що безперешкодно проводяться в культових будівлях і на прилеглій території, у місцях паломництва, установах релігійних організацій, на кладовищах, у місцях окремих поховань і крематоріях, квартирах і будинках громадян, а також в установах, організаціях, на підприємствах за ініціативи їх трудових колективів та за згодою адміністрації.
Богослужіння й релігійні обряди в лікарнях, шпиталях, будинках для перестарілих та інвалідів, місцях попереднього ув'язнення і відбування покарання проводяться на прохання осіб, які перебувають у них, або за ініціативою релігійних організацій.
В інших випадках публічні богослужіння, релігійні обряди, церемонії та процесії проводяться з дозволу відповідно місцевої державної адміністрації, виконкому селищ, або міської ради.
В монотеїстичних релігіях під культом розуміють релігійну обрядовість: служителі культу, католицький культ, культові предмети.
Релігійний культ слід відрізняти від таких політичних, естетичних, етичних і філософських феноменів, як «культ сили», «культ успіху», «культ людини», «культ розуму» і інші.